# Savicki
Savicki je priimek v Sloveniji in tujini. Po podatkih Statističnega urada Republike Slovenije je na dan 1. januarja 2011 v Slovenji uporabljalo ta priimek 5 oseb.  

## Znani slovenski nosilci priimka
- Borivoj Savicki, skladatelj
- Mateja Savicki (*1971), rokometašica

## Znani tuji nosilci priimka
- Jan Savicki, kazahtanski biatlonec
- Jurij Jakovljevič Savicki, sovjetski general in heroj Sovjetske zveze
- Konstatin Apolonovič Savicki (1844—1905), ruski slikar
- Mihail Andrejevič Savicki (*1922), beloruski slikar
- Oleksander Savicki, ukrajinski hokejist